# Télésiège de Jonction
Pour les articles homonymes, voir Jonction.
Le télésiège de Jonction est une remontée mécanique de France située en Haute-Savoie, dans la station de sports d'hiver des Contamines, sur la commune des Contamines-Montjoie.

## Caractéristiques
Si sa conception est classique, l'intérêt et le mode de fonctionnement du télésiège de Jonction sont inhabituels même si sa raison d'être est de permettre aux skieurs de reprendre de l'altitude. En effet, il traverse le vallon du nant Rouge entre le Signal sur le Montjoie, sur l'ubac de l'aiguille de Roselette, au sud-est et les chalets des Besoëns, sur l'adret de l'aiguille Croche, au nord-ouest. L'altitude des deux gares amont aux extrémités est ainsi sensiblement identique — 1 900 et 1 810 mètres — comparée à celle de la gare intermédiaire au milieu avec 1 655 mètres. Cette configuration topographique associée à la disposition des remontées mécaniques et des pistes de ski dans le secteur du Nant Rouge font que les skieurs se retrouvent obligés de reprendre une remontée mécanique — le télésiège de Jonction ou encore ceux d'Olympique, anciennement Roselette, ou du Nant Rouge — afin de pouvoir quitter le vallon.
Ainsi, en pratique, les skieurs embarquent seulement à la gare intermédiaire située au milieu de la remontée mécanique, soit en direction des Besoëns afin de gagner le secteur de l'aiguille Croche, soit en direction du Signal afin de gagner le secteur de Roselette ou de pouvoir basculer sur le secteur de Montjoie afin de regagner la station ; le télésiège est ainsi très fréquenté en fin de journée et fait partie des dernières remontées de la station à fermer. Le télésiège ne peut donc être parcouru dans sa totalité mais seulement sur l'une de ses deux moitiés et en montée, l'embarquement pour la descente depuis l'une des deux extrémités n'étant pas prévu. Pour gagner la gare intermédiaire, les skieurs peuvent emprunter les pistes bleues Jonction située sous la moitié côté Signal ou Coins située sous la moitié côté Besoëns ; ils peuvent également y arriver par le fond du vallon via la piste rouge Nant Rouge ou la piste noire Olympique.
D'une longueur totale de 997 mètres, il est actionné par un moteur situé dans la gare du Signal, la gare intermédiaire n'en étant pas techniquement une puisqu'il ne s'agit que d'installations d'embarquements (files d'attente, portiques, plages d'embarquement, guérites pour le personnel, etc.), la remontée mécanique ne comportant à cet endroit aucune installation spécifique si ce n'est de s'abaisser afin de rapprocher les sièges du sol. Progressant à une vitesse de 2 m s−1, il offre un débit de 2 000 personnes par heure grâce à ses 120 sièges de quatre places chacun.

## Histoire
Il est construit en 1989 par Poma en remplacement d'un télésiège similaire équipé de sièges de deux places, ce qui lui permet de doubler sa capacité.